# فدراسیون جهانی حق مردن

نشان واره فدراسیون جهانی حق مردن

فدراسیون جهانی حق مردن یک مجمع بین‌المللی متشکل از بنیادهای مختلفی است که از اوتانازی و خودکشی کمکی حمایت می‌کنند. این فدراسیون نشست‌هایی با مسائلی همچون خودکشی، مرگ و اوتانازی برگزار می‌نماید. فدراسیون جهانی حق مردن که در ۱۹۸۰ پایه‌گذاری شد، شامل ۴۵ سازمان مختلف حمایت کننده از حق مردن در ۲۵ کشور مختلف دنیاست.

## سازمان‌های عضو

### آفریقا
- آفریقای جنوبی: SAVES - The Living Will Society
- زیمبابوه: Final Exit Zimbabwe

### آسیا
- ژاپن: Japan Society for Dying with Dignity (JSDD)

### اروپا
- بلژیک: Association pour le Droit de Mourir dans la Dignité (ADMD-B)
- بلژیک: R.W.S. vzw (Recht op Waardig Sterven vzw)
- دانمارک: Landsforeningen En Værdig Død
- اروپا: Right to Die Europe, RtD-E
- فنلاند: EXITUS ry
- فرانسه: Association pour le Droit de Mourir dans la Dignité (ADMD-F)
- آلمان: Dignitas (Sektion Deutschland) e.V. DIGNITATE
- ایرلند: Living Wills Trust (LWT)
- ایتالیا: EXIT - Italia
- ایتالیا: Libera Uscita
- لوگزامبورگ: Association pour le Droit de Mourir dans la Dignité (ADMD-L)
- هلند: De Einder
- هلند: NVVE, Right to Die - NL
- نروژ: Foreningen Retten til en Verdig Død
- اسکاتلند: آخرین دوستان (FATE)
- اسپانیا: Asociación Federal Derecho a Morir Dignamente (AFDMD)
- سوئد: Rätten Till en Värdig Död (RTVD)
- سوئیس: دیگنیتاس (سازمان کمک به خودکش‌ها)
- سوئیس: EXIT Association pour le Droit de Mourir dans la Dignité (Suisse Romande)
- سوئیس: EXIT-Deutsche Schweiz
- سوئیس: Lifecircle
- انگلیس: SOARS

### خاور میانه
- اسرائیل: LILACH: The Israel Society for the Right to Live and Die with Dignity

### آمریکای شمالی
- کانادا: Association Québécoise pour le Droit de Mourir dans la Dignité (AQDMD)
- کانادا: Dying with Dignity
- کانادا: Farewell Foundation
- کانادا: Right to Die Society of Canada
- ایالات متحده آمریکا: AUTONOMY
- ایالات متحده آمریکا: Euthanasia Research & Guidance Organization (ERGO)
- ایالات متحده آمریکا: خروج نهایی
- ایالات متحده آمریکا: Hemlock Society of Florida, Inc
- ایالات متحده آمریکا: Hemlock Society of San Diego

### اقیانوسیه
- استرالیا: Christians Supporting Choice for Voluntary Euthanasia
- استرالیا: Dying with Dignity NSW
- استرالیا: Dying with Dignity Queensland
- استرالیا: Dying With Dignity Tasmania (Inc.)
- استرالیا: Dying With Dignity Victoria
- استرالیا: Northern Territory Voluntary Euthanasia Society
- استرالیا: South Australian Voluntary Euthanasia Society
- استرالیا: West Australia Voluntary Euthanasia Society
- زلاند نو: Voluntary Euthanasia Society of New Zealand

### آمریکای جنوبی
- کلمبیا: Fundacion Pro Derecho a Morir Dignamente (DMD Colombia)
- ونزوئلا: Derecho a Morir con Dignidad (DMD Venezuela)